# Вулиця Романа Шухевича (Черкаси)
Вулиця Романа Шухевича — одна з вулиць у місті Черкаси. Знаходиться у мікрорайоні Дахнівка.

## Розташування
Вулиця починається на крайній північно-західній окраїні міста від точки стику з вулицею Поліською і простягається південно вигнутою дугою на схід до вулиці Набережної. До вулиці примикають вулиці Поліська, Горіхова, Зоряна, Ярмаркова, Ігоря Бойка, Юрія Тютюнника, Бігуча, Авіаторів Касяненків, Вікентія Хвойки, Бориса Захарченка, Михайла Максимовича, Ярослава Мудрого, провулки Івана Піддубного та Спортивний, а також перетинається вулиця Спиридона Кириченка.

## Опис
Вулиця є головною внутрішньою транспортною артерією мікрорайону Дахнівка. Вона неширока та асфальтована, забудована приватними будинками, в центральній частині мікрорайону на ній розташовані магазини.

## Історія
До 1983 року вулиця називалась Леніна і була центральною вулицею колишнього села Дахнівка. Після приєднання села до міста Черкаси була перейменована на честь 2-го Українського фронту, військові підрозділи якого в роки Другої світової війни звільняли місто від німецької окупації.
28 березня 2024 року Черкаська міська рада перейменувала вулицю 2-го Українського фронту на честь головного командира УПА Романа Шухевича.